# Angus & Julia Stone (album)
Az Angus & Julia Stone az Angus & Julia Stone ausztrál népzenei duó harmadik, 2014-ben megjelent stúdióalbuma. Az albumot 2014. augusztus 1-jén adta ki az EMI Ausztráliában, valamint az American Recordings az USA-ban. A kiadás előtt két kislemezt is megjelentettek, az egyik a 37. helyen végzett Heart Beats Slow, a másik pedig A Heartbreak. Az előbbi kettő, valamint a Get Home című dal klipjét Jessie Hill rendezte.
A duó visszatérését és a felvételt Rick Rubin segítette. A producer szerint: „Az album különleges. Angus és Julia igazán egyedi zenészek. Autentikus és tiszta emberek, akik a szívük szerint cselekednek. Soha nem dolgoztam még együtt senki hasonlóval.”
A lemez a duó legsikeresebb albuma. Számos országban, például Franciaországban, Németországban, Hollandiában és Új-Zélandon is a 10 legjobb között volt. A Metacriticen 7 értékelésből 66 pontot ért el, tehát kedvező fogadtatásban részesült.

## Számlista
Az összes dal szerzője az Angus & Julia Stone. 
| 1.    | A Heartbreak       | 4:16 |
| 2.    | My Word for It     | 4:08 |
| 3.    | Grizzly Bear       | 4:08 |
| 4.    | Heart Beats Slow   | 4:35 |
| 5.    | Wherever You Are   | 3:41 |
| 6.    | Get Home           | 4:31 |
| 7.    | Death Defying Acts | 5:13 |
| 8.    | Little Whiskey     | 3:36 |
| 9.    | From the Stalls    | 5:09 |
| 10.   | Other Things       | 2:59 |
| 11.   | Please You         | 5:40 |
| 12.   | Main Street        | 5:35 |
| 13.   | Crash and Burn     | 6:36 |
| 60:07 |                    |      |

| 14. | Do Without    | 4:15 |
| 15. | All This Love | 4:05 |
| 16. | Roses         | 3:29 |

| Az ausztrál iTunesból letölthető élő verzió | Az ausztrál iTunesból letölthető élő verzió | Az ausztrál iTunesból letölthető élő verzió | Az ausztrál iTunesból letölthető élő verzió | Az ausztrál iTunesból letölthető élő verzió | Az ausztrál iTunesból letölthető élő verzió | Az ausztrál iTunesból letölthető élő verzió | Az ausztrál iTunesból letölthető élő verzió | Az ausztrál iTunesból letölthető élő verzió | Az ausztrál iTunesból letölthető élő verzió |
|                                             | Cím                                         | Koncert (2014)                              | Hossz                                       |                                             |                                             |                                             |                                             |                                             |                                             |
| ------------------------------------------- | ------------------------------------------- | ------------------------------------------- | ------------------------------------------- | ------------------------------------------- | ------------------------------------------- | ------------------------------------------- | ------------------------------------------- | ------------------------------------------- | ------------------------------------------- |
| 1.                                          | A Heartbreak                                | London                                      | 4:50                                        |                                             |                                             |                                             |                                             |                                             |                                             |
| 2.                                          | Main Street                                 | Sesto                                       | 5:51                                        |                                             |                                             |                                             |                                             |                                             |                                             |
| 3.                                          | For You                                     | Brisbane                                    | 5:02                                        |                                             |                                             |                                             |                                             |                                             |                                             |
| 4.                                          | Crash & Burn                                | Lyon                                        | 6:12                                        |                                             |                                             |                                             |                                             |                                             |                                             |
| 5.                                          | My Word for It                              | Brisbane                                    | 4:14                                        |                                             |                                             |                                             |                                             |                                             |                                             |
| 6.                                          | Big Jet Plane                               | Lyon                                        | 4:15                                        |                                             |                                             |                                             |                                             |                                             |                                             |
| 7.                                          | Other Things                                | Newcastle                                   | 6:03                                        |                                             |                                             |                                             |                                             |                                             |                                             |
| 8.                                          | Wedding Song                                | Melbourne                                   | 3:44                                        |                                             |                                             |                                             |                                             |                                             |                                             |
| 9.                                          | Wherever You Are                            | New York                                    | 3:40                                        |                                             |                                             |                                             |                                             |                                             |                                             |
| 10.                                         | Death Defying Acts                          | Bécs                                        | 5:41                                        |                                             |                                             |                                             |                                             |                                             |                                             |
| 11.                                         | Santa Monica Dream                          | Párizs                                      | 5:21                                        |                                             |                                             |                                             |                                             |                                             |                                             |
| 54:49                                       |                                             |                                             |                                             |                                             |                                             |                                             |                                             |                                             |                                             |

## Helyek és minősítések

### Heti
| Lista (2014)                                | Helyezés |
| ------------------------------------------- | -------- |
| Ausztrália (ARIA Top 50 Albums)             | 1        |
| Ausztria (Ö3 Austria Top 40)                | 16       |
| Belgium (Ultratop Flandria)                 | 5        |
| Belgium (Ultratop Vallónia)                 | 4        |
| Hollandia (Dutch Charts Album Top 100)      | 6        |
| Franciaország (SNEP Album Top 100)          | 8        |
| Németország (Media Control Top 100 Album)   | 8        |
| Új-Zéland (Recorded Music NZ Top 40 Albums) | 6        |
| Svájc (Schweizer Hitparade Top 100 Albums)  | 3        |

### Éves
| Lista | Év   | Helyezés |
| ----- | ---- | -------- |
| ARIA  | 2014 | 28       |
| ARIA  | 2015 | 68       |

### Minősítések
| Régió      | Minősítés | Példányszám |
| ---------- | --------- | ----------- |
| Ausztrália | Platina   | 70 000      |

## Fordítás
Ez a szócikk részben vagy egészben  az   Angus & Julia Stone (album) című angol Wikipédia-szócikk ezen változatának fordításán alapul.  Az eredeti cikk szerkesztőit annak laptörténete sorolja fel. Ez a jelzés csupán a megfogalmazás eredetét és a szerzői jogokat jelzi, nem szolgál a cikkben szereplő információk forrásmegjelöléseként.